# Nagmeldin Ali Abubakr
Nagmeldin Ali Abubakr (arabisch نجم الدين علي ابو بكر; * 22. Februar 1986 in Khartum) ist ein ehemaliger sudanesischer Leichtathlet, der sich auf den 400-Meter-Lauf spezialisiert hat. 2008 wurde er über diese Distanz in Addis Abeba Afrikameister.

## Sportliche Laufbahn
Erste internationale Erfahrungen sammelte Nagmeldin Ali Abubakr vermutlich im Jahr 2003, als er bei den Jugendweltmeisterschaften im kanadischen Sherbrooke in 46,10 s die Goldmedaille über 400 Meter gewann. Anschließend schied er bei den Weltmeisterschaften nahe Paris mit 46,78 s in der ersten Runde aus, ehe er bei den Arabischen Meisterschaften in Amman in 45,93 s die Silbermedaille hinter dem Kuwaiter Fawzi al-Shammari gewann. Zudem sicherte er sich dort im 200-Meter-Lauf in 20,93 s die Bronzemedaille hinter dem Kuwaiter al-Shammari und Hamed Hamadan al-Bishi aus Saudi-Arabien. Daraufhin gewann er bei den Afrikaspielen in Abuja in 45,22 s die Silbermedaille über 400 Meter hinter dem Kenianer Ezra Sambu und sicherte sich dann auch bei den Afro-asiatischen Spielen in Hyderabad in 45,44 s die Silbermedaille hinter Sambu. Im Jahr darauf schied er bei den Hallenweltmeisterschaften in Budapest mit 47,85 s in der ersten Runde über 400 Meter aus und im Juli gewann er bei den Juniorenweltmeisterschaften in Grosseto in 45,97 s die Silbermedaille. Anschließend nahm er an den Olympischen Sommerspielen in Athen teil und kam dort mit 46,32 s nicht über den Vorlauf hinaus. Daraufhin siegte er bei den Arabischen Juniorenmeisterschaften in Damaskus in 46,92 s über 400 Meter und sicherte sich über 200 Meter in 21,11 s die Silbermedaille. Im Oktober gewann er bei den Panarabischen Spielen in Algier in 45,84 s die Silbermedaille über 400 Meter hinter Hamdan al-Bishi aus Saudi-Arabien.
2005 siegte er in 44,97 s bei den erstmals ausgetragenen Islamic Solidarity Games in Mekka und im August schied er bei den Weltmeisterschaften in Helsinki mit 46,67 s im Halbfinale über 400 Meter aus. Daraufhin siegte er bei den Juniorenafrikameisterschaften in Radès in 46,09 s über 400 Meter und in 20,95 s auch im 200-Meter-Lauf. Anschließend siegte er bei den Arabischen Meisterschaften in Tunis in 45,66 s über 400 Meter und verpasste über 200 Meter mit 22,35 s den Finaleinzug. 2007 gewann er bei den Arabischen Meisterschaften in Amman in 46,81 s die Bronzemedaille über 400 Meter hinter dem Marokkaner Ismael Daif und Hamed Hamadan al-Bishi aus Saudi-Arabien. Anschließend belegte er bei den Afrikaspielen in Algier in 46,29 s den sechsten Platz über 400 Meter und kam im Vorlauf über 200 Meter nicht ins Ziel. Daraufhin kam er auch bei den Weltmeisterschaften in Osaka in der ersten Runde über 400 Meter nicht ins Ziel, ehe er bei den Militärweltspielen in Hyderabad in 46,00 s die Goldmedaille gewann und im Finale über 200 Meter nicht mehr an den Start ging. Im November siegte er bei den Panarabischen Spielen in Kairo in 46,16 s über 400 Meter und belegte in 21,27 s den fünften Platz über 200 Meter. Zudem gewann er mit der sudanesischen 4-mal-400-Meter-Staffel in 3:06,52 min die Silbermedaille hinter dem Team aus Saudi-Arabien. Im Jahr darauf siegte er in 45,64 s bei den Afrikameisterschaften in Addis Abeba über 400 Meter und gewann im Staffelbewerb in 3:04,00 min gemeinsam mit Rabah Yousif, Ahmad Ismail und Abubaker Kaki die Silbermedaille hinter dem südafrikanischen Team. Im August nahm er erneut an den Olympischen Sommerspielen in Peking teil und schied dort mit 47,12 s im Vorlauf über 400 Meter aus. Auch bei den Weltmeisterschaften 2009 in Berlin schied er mit 46,48 s in der ersten Runde aus, ehe er im Jahr darauf seine aktive sportliche Karriere im Alter von 24 Jahren beendete.
2004 wurde Abubakr sudanesischer Meister im 400-Meter-Lauf.

## Persönliche Bestleistungen
- 200 Meter: 20,83 s, 25. Mai 2006 in Khartum
- 400 Meter: 44,93 s, 14. April 2005 in Mekka (sudanesischer U20-Rekord)
  - 400 Meter (Halle): 47,16 s, 23. Februar 2004 in Budapest